# Marcin Żelazek
Marcin Żelazek (ur. 2 czerwca 1985) – polski piłkarz ręczny, grający na pozycji rozgrywającego. Reprezentuje barwy Travelandu Olsztyn.
Wcześniej występował w Chrobrym Głogów, SMS Gdańsk i Grunwaldzie Poznań.